# Saison 5 d'American Wives
Chronologie
Saison 4 Saison 6
Cet article présente le guide des épisodes de la cinquième saison du feuilleton télévisé American Wives (Army Wives).

## Distribution de la saison

### Acteurs principaux
- Catherine Bell (VF : Clara Borras) : Denise Sherwood
- Brian McNamara (VF : Michel Dodane) : le général Michael James Holden
- Wendy Davis (VF : Sophie Riffont) : le colonel Joan Burton
- Kim Delaney (VF : Véronique Augereau) : Claudia Joy Holden
- Drew Fuller (VF : Yoann Sover) : le soldat, puis sergent, puis sergent chef, puis lieutenant Trevor LeBlanc
- Sally Pressman (VF : Sauvane Delanoë) : Roxanne Marie LeBlanc, dite « Roxy »
- Brigid Brannagh (VF : Vanina Pradier) : Pamela Moran
- Sterling K. Brown (VF : Frantz Confiac) : le Dr Roland Burton
- Terry Serpico (VF : Pierre Laurent) : le Colonel Frank Sherwood

### Acteurs récurrents et invités
- Erin Krakow (VF : Céline Ronté) : SPC Tanya Gabriel
- McCarrie McCausland (VF : Tom Trouffier) : David Burton
- Harry Hamlin : Professor Chandler[1] (6 épisodes)

## Épisodes

### Épisode 1:Le Vent du changement
- États-Unis : 6 mars 2011
- France : 20 mai 2012 sur TMC
- Belgique : sur RTL-TVI
- Québec : sur Séries+

- États-Unis : 4,23 millions de téléspectateurs[2] (première diffusion)

### Épisode 2:Prendre du galon
- États-Unis : 13 mars 2011
- France : 27 mai 2012 sur TMC

- États-Unis : 3,36 millions de téléspectateurs[3] (première diffusion)

### Épisode 3:Mises au point
- États-Unis : 20 mars 2011
- France : 27 mai 2012 sur TMC

- États-Unis : 3,84 millions de téléspectateurs[4] (première diffusion)

### Épisode 4:Les Derniers Honneurs
- États-Unis : 27 mars 2011
- France : 3 juin 2012 sur TMC

- États-Unis : 4,79 millions de téléspectateurs[5] (première diffusion)

### Épisode 5:Vivre malgré tout
- États-Unis : 3 avril 2011
- France : 3 juin 2012 sur TMC

- États-Unis : 3,35 millions de téléspectateurs[6] (première diffusion)

### Épisode 6:Panser ses blessures
- États-Unis : 10 avril 2011
- France : 10 juin 2012 sur TMC

- États-Unis : 3,44 millions de téléspectateurs[7] (première diffusion)

### Épisode 7:À toute épreuve
- États-Unis : 17 avril 2011
- France : 10 juin 2012 sur TMC

- États-Unis : 3,49 millions de téléspectateurs[8] (première diffusion)

### Épisode 8:Une main tendue
- États-Unis : 1er mai 2011
- France : 17 juin 2012 sur TMC

- États-Unis : 3,12 millions de téléspectateurs[9] (première diffusion)

### Épisode 9:Retour du front
- États-Unis : 8 mai 2011
- France : 17 juin 2012 sur TMC

- États-Unis : 3,35 millions de téléspectateurs[10] (première diffusion)

Les soldats reviennent au pays… ce qui va compliquer les choses car Trevor va faire le rapprochement entre Witt, Roxy et les garcons ce qu'il va fortement désapprouver. Claudia va avouer son intervention et le baiser avec Chandler à Michael. Les choses seront tendues entre le couple, mais tout fini par s'arranger après que Michael va discuter avec Chandler.

### Épisode 10:Sur un malentendu
- États-Unis : 15 mai 2011
- France : 24 juin 2012 sur TMC

- États-Unis : 3,28 millions de téléspectateurs[11] (première diffusion)

Trevor ne supporte pas que Roxy lui ai menti. Il va se faire remonter les bretelles par son supérieur, alors qu'il était arrivé en retard et ivre à un exercice.

### Épisode 11:Chute libre
- États-Unis : 22 mai 2011
- France : 24 juin 2012 sur TMC

- États-Unis : 3,66 millions de téléspectateurs[12] (première diffusion)

### Épisode 12:Entre deux feux
- États-Unis : 5 juin 2011
- France : 1er juillet 2012 sur TMC

- États-Unis : 3,47 millions de téléspectateurs[13] (première diffusion)

### Épisode 13:De nouvelles bases
- États-Unis : 12 juin 2011
- France : 1er juillet 2012 sur TMC

- États-Unis : 3,61 millions de téléspectateurs[14] (première diffusion)

Une vidéo sur l'arrestation de Michael apparaît sur internet. Les gens parleront dans leurs dos. La police fera un communiqué, qui innocentera Michael.
Joann a beaucoup de mal à créer une relation avec David, celui-ci la repoussant sans arrêt. Elle est très affectée par la situation. Roland va avoir une discussion avec David, les choses seront plus simple après. Denise tend une main vers Tania. Après l'avoir repoussé, elle acceptera finalement son aide et fera son deuil. Rencontrant des problèmes avec la construction du relais-routier, Trevor propose à Roxy de faire appel à Witt... Les enfants apprendront qu'il est le père de Finn.